# Atentado con bomba en la iglesia de Kasindi
El Atentado con bomba en la iglesia de Kasindi ocurrió el 15 de enero de 2023 cuando una bomba explotó durante un servicio dominical en una iglesia pentecostal en la República Democrática del Congo. Sucedió en la localidad de Kasindi, ubicada en la provincia de Kivu del Norte y cerca de la frontera con Uganda. Al menos 17 personas murieron y 39 más resultaron heridas por el ataque, que fue reivindicado por el Estado Islámico. Las autoridades culparon a las Fuerzas Democráticas Aliadas (ADF), un grupo islamista de Uganda cuya insurgencia comenzó en 1996 y se extendió a la República Democrática del Congo; el grupo prometió lealtad al Estado Islámico. Un hombre de nacionalidad keniana fue arrestado en la escena.